# Пірвелі Майсі
Пірвелі Майсі (груз. პირველი მაისი) — село в Грузії.
За даними перепису населення 2014 року в селі проживає 661 особа.